# Liste der Kulturgüter in Küblis
Die Liste der Kulturgüter in Küblis enthält alle Objekte in der Gemeinde Küblis im Kanton Graubünden, die gemäss der Haager Konvention zum Schutz von Kulturgut bei bewaffneten Konflikten, dem Bundesgesetz vom 20. Juni 2014 über den Schutz der Kulturgüter bei bewaffneten Konflikten sowie der Verordnung vom 29. Oktober 2014 über den Schutz der Kulturgüter bei bewaffneten Konflikten unter Schutz stehen.
Objekte der Kategorien A und B sind vollständig in der Liste enthalten, Objekte der Kategorie C fehlen zurzeit (Stand: 1. Januar 2023).

## Kulturgüter
| Foto |                                                                                  | Objekt                                                | Kat. | Typ | Standort                      | Beschreibung |
| ---- | -------------------------------------------------------------------------------- | ----------------------------------------------------- | ---- | --- | ----------------------------- | ------------ |
| ja   | Datei hochladen · Wikidata zu Zentrale Küblis der Bündner Kraftwerke (Q29521365) | Zentrale Küblis der Bündner Kraftwerke KGS-Nr.: 09046 | A    | G   | Büdemji 1 778477 / 198505     |              |
| ja   | Datei hochladen · Wikidata zu Reformierte Kirche St. Niklaus (Q2136929)          | Reformierte Kirche St. Niklaus KGS-Nr.: 03057         | B    | G   | Marktplatz 2 778110 / 198550  |              |
| ja   | Datei hochladen · Wikidata zu Schlössli (Q29784849)                              | Schlössli KGS-Nr.: 10744                              | B    | G   | Dorfstrasse 5 778110 / 198599 |              |